# FK Spartak Subotica
FK Spartak Subotica srbijanski je nogometni klub iz Subotice. Osnovan je 1945. Trenutačno se natječe u Superligi Srbije.

## Povijest
Ime je dobio po nadimku vođe partizana iz Subotice, Jovanu Mikiću Spartaku.
Sljednik je ŽAK-a, kluba koji je postojao u predratnom razdoblju sve do 1945. godine. Poslije rata nove su vlasti zapovijedile da klubovi više ne smiju nastupati pod starim imenima koji su bili u uporabi za vrijeme mađarske vlasti. Nakon što je raspušten ŽAK, igrači koji nisu htjeli igrati ni za jedan od klubova koji su bili tek formirani, Radnički ili Građanski, odlučili su formirati Spartak. 
Ime je izabrano ovako: igrači su se skupili u kavani kod Budžinice, gdje su se okupljali poslije treninga. Vijećali su kako će se zvati klub. Upravi nisu dopustili nazočiti. Iz poštovanja prema Mikiću, dogovorili su se da klub ponese Mikićevo partizansko ime Spartak. Tako je nekoliko mjeseci po oslobođenju formiran Spartak. Među suosnivačima bio je Ladislav "Lazo" Bogešić, ekonom FOSD "Jovan Mikić Spartak" od 24. prosinca 1945. godine, a koji je na prvoj godišnjoj sjednici 6. siječnja 1946. godine izabran za prvog predsjednika kluba. Poslije je bio kapetanom Spartaka.
Prvi sastav koji je izborio sudjelovanje u prvenstvu Jugoslavije 1946./47. bio je: Pajo Šimoković, Ivan Bogešić, Miroslav Beleslin, Lajčo Jakovetić, Janko Zvekanović, Gojko Janjić, Ilija Vorgučin, Ladislav Tumbas, Stipan "Pipko" Kopilović, Joška Takač i Josip Prčić. Trener Aleksandar Zvekan.
Nosio je ime Spartak sve dok nije završila sezona 2007./08. Srpske lige Vojvodine, kad se spojio s nogometnim klubom Zlatibor Vodom koji se plasirao u Prvu ligu Srbije, drugi jakosni razred srbijanskog nogometa, čime je klub dobio današnje ime.

## Poznati igrači
Za razne poslijeratne jugoslavenske reprezentacije (A, B, olimpijska, mlada, omladinska) igrali su:
- Ivan Budanović
- Miloš Cetina
- Miloš Glončak
- Lajčo Jakovetić
- Mihály Jezsevics
- Dušan Jurković
- Stipan Kopilović
- Dušan Maravić
- Rade Maravić
- Tihomir Ognjanov
- Stevan Ostojić
- Antun Rudinski
- Slobodan Šujica
- Ilija Takač
- Jóska Takács
- Stevan Tonković
- Josip Zemko

Među igrače koji su poslije zaigrali za reprezentacije država sljednica bivše SFRJ, a igrali su za Spartak spada hrvatski reprezentativac Ivo Šeparović. Bivši nogometaši Spartaka su i mađarski reprezentativci Zsombor Kerekes i Florián Urban.
Od igrača koji nisu bili reprezentativci, a zaigrali su za poznate klubove valja spomenuti ove igrače: Béla Pálfi, Lajčo Kujundžić, Ivan Zvekanović, Stevan Ostojić, Antal Tapiska, Gustav Matković, Szilveszter Sörös, Jakov Stantić, Đorde Palatinus, Bratiša Branisavljević, Josip Bistrički, Ilija Vorgučin, Josip Prčić, Ivan Latki i Vilim Gemeri, Ištvan Pletl, József Fábri, Vladimir Ćulafić i Zoran Varvodić.
Uspjeh je u inozemstvu postigao Dezider Marton, koji je bio najbolji strijelac i igrač u Australiji. Najstariji nogometaš u Srbiji i nogometni sudac Ladislav Bogešić bio je igračem Spartaka.

## Poznati treneri
Kao treneri iz redova Spartaka ponikli su Ivan Zvekanović – Janko, Zvonimir Rašić (izbornik Australije na SP 1974.), Đorđe Palatinus, Dušan Drašković i Petar Popović.

## Treneri koji su vodili Spartak
- Márton Takács, Aleksandar Zvekan, Miro Stojanović, Miska Held, Franjo Glaser, Blagoje "Moša" Marjanović, Branislav Sekulić, József Németh, Stipan "Pipko" Kopilović, Ilija Rajković, Ladislav Varga, Lajčo Jakovetić, Tihomir Ognjanov, Jóska Takács, Ivan Zvekanović – Janko, Dušan Drašković, Dušan Maravić, Dejan Vrana, Vlatko Konjevod, László Borbély, Žarko Nedeljković, Joakim Vislavski, Milan Živadinović, Luka Malešev, Boris Maravić, Ivan Brzić, Stevan Ostojić, Josip Zemko i Milan Ribar.

## Vanjske poveznice
- Službene stranice kluba